# Arora Akanksha

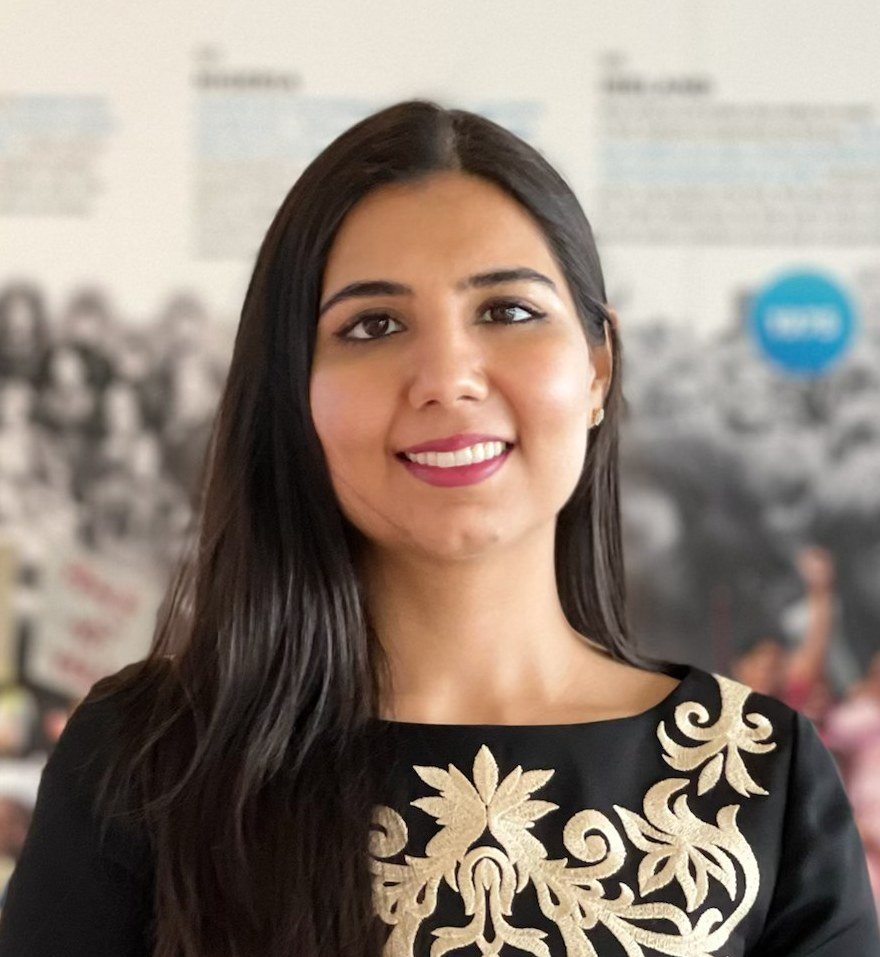
Arora Akanksha

Arora Akanksha (sinh ngày 31 tháng 7 năm 1986) là kiểm toán viên người Ấn-Canada và quan chức Liên Hợp Quốc. Cô là điều phối viên kiểm toán cho Chương trình Phát triển Liên Hợp Quốc từ năm 2017. Vào tháng 2 năm 2021, cô tuyên bố tranh cử chức Tổng thư ký Liên Hợp Quốc cùng người đang đương nhiệm chức vụ này là António Guterres trong cuộc tuyển chọn lãnh đạo Liên Hợp Quốc năm 2021. Cô là ứng cử viên thế hệ Millennials đầu tiên cho vị trí này và là ứng viên đầu tiên được biết đến bằng việc tranh đấu cùng người đang đương nhiệm. Nếu được chọn, Arora sẽ là nữ Tổng thư ký trẻ nhất và đầu tiên của Liên Hợp Quốc. Tuy nhiên, vẫn chưa có quốc gia nào bày tỏ sự ủng hộ đối với việc ứng cử của cô.

## Bối cảnh và cuộc sống ban đầu
Ông bà của Arora đến Ấn Độ tị nạn từ Pakistan sau Chia cắt Ấn Độ vào năm 1947. Cô sinh ra ở bang Haryana của Ấn Độ và chuyển đến Ả Rập Xê Út năm sáu tuổi. Từ năm 9 đến 18 tuổi, cô theo học một trường nội trú ở Ấn Độ.

## Học vấn và nghề nghiệp
Arora theo học ngành quản trị tại Đại học York ở Toronto, Canada. Sau khi tốt nghiệp, cô là giám đốc kiểm toán tại PricewaterhouseCoopers Canada. Vào tháng 12 năm 2016, cô tham gia Liên Hợp Quốc.. Cô là điều phối viên kiểm toán tại Chương trình Phát triển Liên Hợp Quốc.
Trong thời gian làm việc tại Liên Hợp Quốc, cô theo học ngành quản trị công với tư cách là nghiên cứu sinh tại Đại học Columbia.

## Ứng cử Tổng thư ký Liên Hợp Quốc
Vào ngày 17 tháng 2 năm 2021, Arora chính thức nộp đơn ứng cử vào vị trí Tổng thư ký Liên Hợp Quốc, nói rằng "Chúng tôi đang không thực hiện đúng mục đích hoặc lời hứa của mình. Chúng tôi đang thất bại trước những người mà chúng tôi ở đây để phục vụ." Cô tin rằng Liên Hợp Quốc lãng phí và gia trưởng, và tổ chức này không hoàn thành sứ mệnh của mình. Cô đã nghỉ việc với tư cách là kiểm toán viên của Liên Hợp Quốc để tập trung cho chiến dịch, thứ được cô mô tả là "câu chuyện của David và Goliath".
Cựu quan chức Liên Hợp Quốc Edward Mortimer nói về việc ứng cử của cô như sau: "Tôi chắc chắn rằng cô ấy không có cơ hội và cũng chắc chắn rằng cô ấy biết điều đó", nhưng chiến dịch của cô ấy là một cách để thể hiện sự không hài lòng của cô ấy với cách hoạt động của Liên Hợp Quốc. Cựu Cao ủy Nhân quyền Liên hợp quốc Mary Robinson cho biết bà đã chia sẻ nhiều mối quan tâm của Arora.